# 헤미셀미스과
헤미셀미스과(Hemiselmidaceae)는 은편모조류과의 일종이다.

## 하위 속 및 종
- 크루모나스속 (Chroomonas) - 이전에 크루모나스과로 분류
- 헤미셀미스속 (Hemiselmis) - 이전에 크루모나스과로 분류
- 콤마속 (Komma) - 유일종 K. caudata 포함
- 노데아나속 (Nodeana) Skvortzov - 유일종 N. cyanea 포함
- 플라노네프로스속 (Planonephros) Christensen, 1978 - 2종 포함
- 프로토크리시스속 (Protochrysis) Pascher - 유일종 P. phaeophycearum 포함
- Smithimastix - 유일종 S. nutans 포함